# San Giovanni di Gerace
San Giovanni di Gerace é uma comuna italiana da região da Calábria, província de Reggio Calabria, com cerca de 609 habitantes. Estende-se por uma área de 13 km², tendo uma densidade populacional de 47 hab/km². Faz fronteira com Grotteria, Martone.

## Demografia
| Variação demográfica do município entre 1861 e 2011                               |
|                                                                                   |
| Fonte: Istituto Nazionale di Statistica (ISTAT) - Elaboração gráfica da Wikipedia |